# Улагаевский десант
Улага́евский деса́нт, Кубанский десант — общепринятое название (по имени её руководителя — генерал-лейтенанта С. Г. Улагая) войсковой операции Русской армии против Красной армии на Кубани 1 (14) августа — 25 августа (7 сентября) 1920 года во время Гражданской войны.

## Цель операции
Несмотря на то, что к началу августа 1920 г. на счету Русской Армии имелся уже целый ряд очевидных военных успехов, они всё же не носили решающего характера, и врангелевцы, даже несмотря на выход свой из Крыма, оставались всё же запертыми в Северной Таврии. В ситуации, когда белые могли держаться против превосходящих сил красных (к которым, к тому же, непрерывно подтягивались свежие силы) лишь благодаря «манёвру» одними и теми же частями, которые от этого несли дополнительные потери и изматывались, Главному командованию становился очевидным вероятный исход такого рода военных действий, а также тот самый факт, что для перелома ситуации необходимы какие-то кардинальные действия с перехватом стратегической инициативы у большевиков. В этой связи с июля 1920 г. начал разрабатываться план крупной десантной операции на Кубань.
По плану Главнокомандующего Русской Армии генерал-лейтенанта барона Врангеля, высадка крупного десанта из Крыма могла расширить социально-экономическую, политическую и территориальную базу Белого движения. Создать новый антисоветский фронт решено было на Кубани, так как белая разведка доносила, что казаки повсеместно враждебно относятся к советской власти.
Высадка должна была быть осуществлена в трёх местах. Мобилизуя антисоветски настроенное местное население (кубанское казачество), высадившиеся части должны были занять Екатеринодар, Майкоп, и, в дальнейшем, всю Кубань.

## Состав десанта (Группа Улагая)
Все силы десанта именовались Группой особого назначения. В состав десанта вошли конные дивизии Н. Г. Бабиева, А. М. Шифнер-Маркевича, пехотные части Б. И. Казановича — всего 4,5 тыс. бойцов при 12 орудиях, 130 пулемётах, нескольких броневиках и 8 аэропланах. Советские историки приводят другие цифры — 4 тысячи сабель, 4 тыс. штыков, 17 орудий, 243 пулемёта.
Высадка десанта происходила в районе Ахтари.
Командующий: генерал-лейтенант С. Г. Улагай.
Начальник штаба: Генерального штаба генерал-лейтенант Д. П. Драценко, с 26.08. — генерал Г. И. Коновалов.
В своём составе группа имела:
- 1-ю Кубанскую казачью дивизию (конную) (начальник: генерал-лейтенант Н. Г. Бабиев) — около 1000 сабель, 35 пулемётов, 6 орудий;
- Состав дивизии[5] :
- Партизанский казачий полк ККВ
- Уманский казачий полк ККВ
- Запорожский казачий полк ККВ
- Корниловский казачий полк ККВ
- 2-й конно-артиллерийский дивизион
- Запасной полк
- 2-ю Кубанскую казачью дивизию (пешую) (начальник: Генерального штаба генерал-лейтенант А. М. Шифнер-Маркевич) — 900 штыков, 100 сабель, 48 пулемётов, 8 орудий;
- Состав дивизии[5] :
- Волчий казачий полк ККВ
- Черкесский конный полк
- Кубанский гвардейский казачий дивизион ККВ
- Волчий стрелковый полк
- Отдельный Кубанский казачий конно-артиллерийский дивизион
- Запасной полк
- Терско-Астраханская бригада :
- 1-й Терский казачий полк ТКВ
- 1-й Астраханский казачий полк
- 2-й Астраханский казачий полк
- Терско - Астраханский казачий конно- артиллерийский дивизион
- Запасной дивизион
- Сводную пехотную дивизию генерала Казановича (1-й Кубанский стрелковый полк, Алексеевский пехотный полк — командир П. Г. Бузун, с Алексеевским артиллерийским дивизионом, Константиновское и Кубанское военные училища) — около 2500 штыков, 50 пулемётов, 12 орудий, 3 броневика и 8 аэропланов;
- Состав Дивизии[5] :
- 1-й Партизанский генерала Алексеева
- Кубанский стрелковый полк
- Кубанское Алексеевское военное училище
- Юнкерская генерала Корнилова школа
- Константиновское военное училище
- Отдельный Алексеевский артиллерийский дивизион
- Части не входящие в состав дивизии :
- Отдельная Кубанская инженерная сотня
- 3-я отдельная телеграфная рота
- «Волчья сотня» (командир: есаул Колков).

## Отдельный отряд генерала Черепова
- Отдельный отряд генерала Черепова в составе Корниловского военного училища и Черкесского дивизиона (всего около 500 штыков, 2 горных орудия) — высадка в районе Анапы. Не входил в состав десантного отряда и был предназначен для демонстрации совместно с действовавшими в районе высадки повстанцами.

## Таманский десантный отряд генерала Харламова
- Таманский десантный отряд генерала Харламова (2900 чел., 6 орудий, 25 пулемётов) — высадка в районе Таманской.

В своём составе имел: 

42-й Донской казачий полк (командир: полковник Никифоров) — 500 штыков;

Сводно-казачий дивизион полковника Усачёва.

## Силы Красной армии
Побережье Азовского и Чёрного морей от Ростова-на-Дону до границ Грузии прикрывала 9-я Кубанская армия Кавказского фронта (командарм М. К. Левандовский, члены РВС С. А. Анучин, Я. В. Полуян) в составе двух стрелковых и двух кавалерийских дивизий, одной стрелковой и трёх кавалерийских бригад (30 тыс. штыков, 4 тыс. сабель, 157 орудий, 771 пулемёт).
Её войска были разбросаны на территории Кубанской области, причём большая часть сил вела борьбу с многочисленными повстанческими отрядами:
- В районе Новороссийска — 22-я стрелковая дивизия;
- На Тамани — бригада этой дивизии с кавалерийским полком;
- В районе станиц Крымская, Гостагаевская — бригада 9-й советской дивизии;
- К северу от Таманского полуострова до самого Ейска побережье наблюдалось частями 1-й Кавказской кавалерийской дивизии («дикой»).

Поэтому на самом побережье от Ейска до Новороссийска располагались только 10,5 тыс. солдат.

## Силы повстанцев на Кубани
Планируя десантную операцию и дальнейший захват Кубани, штаб Врангеля немалую роль в осуществлении данного плана отводил антисоветским партизанским соединениям, действующим в тылу красных.
По советским данным, на Кубани находилось около 30 крупных отрядов общей численностью 13 тыс. человек, самым крупным из которых была «Армия возрождения России» генерала Фостикова численностью 5,5 тыс. бойцов с 10 орудиями и 35 пулемётами.
По данным врангелевской разведки, состав партизанских сил на тот момент был следующим:
- Отряд генерала М. А. Фостикова («Армия возрождения России», 15 тыс. штыков и сабель (в реальности только 5,5 тысяч), 5 орудий, 60 пулемётов) — в Баталпашинском отделе в районе станиц Удобная — Передовая — Сторожевая — Кардоникская;
- Отряд полковника Скакуна (от 400 до 1500 человек) — в плавнях района Ачуева;
- Отряд полковника Менякова — в районе станиц Суворовская — Бекешевская — Боргустанская;
- Отряд полковника Лебедева — в районе Анапы;

По свидетельству самого Врангеля, перед началом операции «все попытки установить с генералом Фостиковым непосредственную связь были безуспешны».

## Подготовка операции
План операции вовсе не был авантюрным, несмотря на предпринятые впоследствии советскими историками попытки представить его таковым, ибо был основан на объективных предпосылках и, с точки зрения закономерностей гражданской войны, давал надежду на крупный успех:
- в разных отделах Кубани вспыхивали восстания против советской власти;
- Армия возрождения России генерала Фостикова одержала ряд побед над большевиками и заняла Баталпашинский и часть Лабинского отдела;
- для связи к генералу Фостикову генерал барон Врангель отправил полковника Меклинга с группой офицеров;
- непосредственно накануне операции 22 июля (4 августа) 1920 г. Врангелем был заключен договор с правительствами Кубани, Дона, Терека и Астрахани, в соответствии с которым Главнокомандующему Русской Армии предоставлялась вся полнота власти над казачьими вооружёнными силами.

Командовать десантными силами был поставлен генерал Улагай. Свой выбор барон Врангель обосновывал так:

 Во главе десантного отряда был поставлен генерал Улагай. Заменить его было некем. Пользуясь широким обаянием среди казаков, генерал Улагай один мог с успехом «объявить сполох», поднять казачество и повести его за собой. За ним должны были, казалось, пойти все. Отличный кавалерийский начальник, разбирающийся в обстановке, смелый и решительный, он во главе казачьей конницы мог творить чудеса. Я знал его отрицательные свойства, — отсутствие способности к организации, свойство легко переходить от большого подъема духа к унынию.

Начальником штаба был предложен генерал Драценко, занимавший в тот момент должность представителя Врангеля в Батуми. До этого Улагай и Драценко вместе не работали.
Общее наблюдение над подготовкой операции Врангель поручил генералу Шатилову.
Слабые организаторские способности Улагая и слабая координация между командующим и его штабом начали сказываться уже на подготовительном этапе. По свидетельству Врангеля,

Уже прибыв в Феодосию на посадку войск 29-го июля, я мог убедиться в этом. Огромный штаб генерала Улагая, помимо своей громоздкости, производил впечатление совершенно не сорганизованного, собранного видимо из случайных людей, между собой ничем не спаянных. Громадный тыл неминуемо должен был обременить войска.

Готовящаяся операция отнюдь не была секретной и о подготовке к ней было известно в самых широких кругах — в том числе и на Кубани. Кубанцам из других врангелевских частей предоставлялось право перевода в части, которые предполагалось задействовать в десанте. Огромное число беженцев-кубанцев потянулось за войсками вместе со своим скарбом, чтобы вернуться с ними домой. Ехали также члены Кубанской Рады и общественные деятели, о самой операции открыто говорилось и на базарах. Тем не менее, большевистское командование оказалось не готово к встрече десанта. Современный исследователь Гражданской войны В. Е. Шамбаров пишет о том, что организованная Врангелем столь откровенная шумиха вокруг готовящейся «секретной» операции была принята красными, которые ждали десанта на фланге фронта — на Дону, за очередную дезинформацию.
По данным флота, на транспорты десанта было погружено 16000 человек при общей численности войск в 5000 штыков и сабель. Все остальное составляли тыловые части и беженцы.
Несмотря на это, советские источники отмечают:

Нужно отдать справедливость белому командованию, что <со>средоточение к пунктам посадки, самая посадка, проход через Керченский пролив и следование морем были им организованы весьма искусно и прошли незамеченными для красного командования. 
(Голубев А. Врангелевские десанты на Кубани. Август-сентябрь 1920 года. М.-Л., 1929. С. 49.)

Пункт высадки белого десанта красному командованию также остался до самого конца неизвестен, поэтому его высадка прошла совершенно без потерь.

## Высадка и наступление десанта
30 июля в Керчи погрузка снаряжения на корабли была закончена, и вечером, после молебна, части также погрузились и суда (более 30) пошли мимо таманского берега. Высадка десанта началась 1 (14) августа 1920 года у хутора Верещагинского (7 км севернее станицы Приморско-Ахтарской) — после подавления огнём кораблей слабого сопротивления врага. В самом хуторе располагалась застава в 2 взвода, понеся потери спешно отступившая перед белогвардейцами.
В соответствии с «Большой Советской Энциклопедией», сама станица Приморско-Ахтарская была занята улагаевцами после боя с двумя ротами красноармейцев (500 штыков).
Однако книга «Врангелевские десанты на Кубани. Август-сентябрь 1920 года» описывает эти же события следующим образом:

Заняв беспрепятственно хутор, (Алексеевский) полк, поддержанный огнём с кораблей, начал наступление на станицу Приморско-Ахтарскую, пытаясь отрезать находившиеся здесь две роты красного батальона. Последние, не принимая боя, вместе с местными коммунистами в панике бежали в сторону Ольгинской, потеряв не только соприкосновение, но и наблюдение за противником.

Авангард белогвардейской конницы под личным командованием генерала С. Г. Улагая сразу быстро двинулся к Тимашевской — железнодорожному узлу, выводящему на подступы к Екатеринодару.
Бригады 1-й Кавказской кавалерийской дивизии красных с 9 орудиями контратаковали противника, уничтожив 3-й гренадерский батальон Алексеевского полка — в живых осталось только 20 человек из 225. 80 человек пленных, в том числе раненые, были расстреляны.
К красной кав. дивизии спешно подтягивалось подкрепление — бронепоезд и 14-я кавалерийская бригада Балахонова. Однако уже 18 августа, окружённая завершившей свою высадку дивизией генерала Бабиева, 1-я Кавказская кавдивизия красных сама вместе с присланным бронепоездом «III Интернационал» была уничтожена белыми войсками под станицами Ольгинская и Бриньковская. Командующий 9-й красной армией Левандовский едва спасся бегством.
Левый фланг наступающих обеспечивал генерал Бабиев, ведя свои части на Брюховецкую. В центре вслед за авангардом во главе с командующим десантом генералом Улагаем наступала на Тимашевскую пехота генерала Казановича. На правом фланге на юг (станицу Гривенская) устремилась дивизия Шифнер-Маркевича.
Штаб десанта оставался в Приморско-Ахтарской вместе со всей «гражданской» частью десанта под прикрытием небольшого заслона в Бриньковской, который и был легко сбит красными после подведения ими с севера подкреплений, двинувшимися далее на юг с целью отрезать главные силы врангелевцев от их базы. По приказу начальника штаба генерала Драценко генерал Бабиев был вынужден вернуться, отбросить красных и, оставив вновь слабый заслон из юнкеров, идти к Брюховецкой.
5 (18) августа генерал Бабиев взял станицы Брюховецкую, части генералов Улагая и Казановича — Тимашевскую, а воины Шифнер-Маркевича — Гривенскую, Новониколаевскую и ещё целый ряд крупных станиц, захватив значительный плацдарм (80 км по фронту и около 90 км в глубину). При этом красным был нанесён ряд жестоких поражений, наголову разбита красная Кавказская казачья дивизия и захвачен в плен её начальник М. Г. Мейер (бывший офицер, расстрелян) вместе со всем своим штабом и всей артиллерией дивизии. Части генерала Улагая вошли в соединение с повстанцами полковника Скакуна и к ним присоединилось до 2 тыс. казаков из занятых станиц.
До заветной цели — Екатеринодара — оставалось около 40 километров и все ожидали, что Кубань вот-вот взорвётся всеобщим восстанием.
6 (19) августа ввиду успехов в Кубани Врангель отдаёт приказ:

Приказ
Правителя и Главнокомандующего Вооруженными Силами на Юге России.
№ 3504
Севастополь. 6(19) августа 1920 года.

Ввиду расширения занимаемой территории и в связи с соглашением с казачьими атаманами и правительствами, коим Главнокомандующему присваивается полнота власти над всеми вооружёнными силами государственных образований Дона, Кубани, Терека и Астрахани, — Главнокомандующий Вооруженными Силами Юга России впредь именуется Главнокомандующим Русской армией, а состоящее при нём правительство — правительством Юга России. Означенное правительство, включая в себя представителей названных казачьих образований, имеет во главе председателя и состоит из лиц, заведующих отдельными управлениями. Правитель Юга России и Главнокомандующий Русской армией 
 Генерал Врангель.
В этот же день севернее Новороссийска у Абрау-Дюрсо высадился десант из 1,5 тысяч бредовцев, юнкеров и черкесов при 2 орудиях и 15 пулемётах под командованием генерала А. Н. Черепова. К улагаевцам присоединились до 2 тыс. казаков из окрестных станиц.

## Контрнаступление РККА и эвакуация десанта
В сложившейся обстановке командование Кавказского фронта красных (командующий В. М. Гиттис, члены РВС Г. К. Орджоникидзе, А. П. Розенгольц, В. А. Трифонов) подтянуло многочисленные резервы (3 стрелковые дивизии, 4 кавалерийские и 1 стрелковую бригаду) и сформировало две группы: для удара с севера во фланг и тыл группе Улагая, и с востока для фронтального удара. Перебрасывались войска из Азербайджана, запасные и стоящие против повстанцев части большевиков:
В городах шли сплошные мобилизации, „неделя борьбы с Врангелем“ сменялась неделей „красного добровольца“. Для общего руководства из Баку был срочно вызван Орджоникидзе. А чтобы не дать Врангелю подбросить на Кубань новые части, в Таврии началось ещё одно наступление 13-й и 2-й Конной армий.
Красные начали сосредоточение своих войск для борьбы с десантом — против частей генерала Улагая были обнаружены новые части красных: 2-я и 3-я уральские стрелковые бригады, 26-я бригада 9-й стрелковой дивизии.
Командованием Кавказского фронта были направлены в 9-ю армию из фронтового резерва 9-я стрелковая и 2-я Донская стрелковые дивизии, начата переброска 33-й кавалерийской бригады и 7-й кавалерийской дивизии из 10-й и 11-й армий. Из резерва главного командования была направлена Московская бригада кремлёвских курсантов.
С 6 (18) по 8 (21) августа части генерала Улагая вперёд уже больше не продвигались и продолжали стоять на месте.
8 (21) августа красные, сосредоточив против десанта до 16 тыс. пехоты, 2,5 тыс. конницы и 64 орудия, продвинулись в тыл врангелевцев и достигли станицы Роговская, где были атакованы и отброшены назад к станице Брыньковская конницей генерала Бабиева. Активизировала свои действия красная Азовская военная флотилия, которая в этот день обстреляла Приморо-Ахтарск, вынудив улагаевцев перевести штаб в Ачуев. Также красные установили минное заграждение у Ахтарского лимана (в последующие дни усиливалось, в целом выставлено свыше 200 мин), на котором подорвались и получили повреждения эсминец «Живой» и канонерская лодка «Алтаец» (уведены в ремонт в Крым на буксире).
9 (22) августа красные наступали уже против частей генералов Шифнер-Маркевича и Казановича, одновременно атаковав терцев, прикрывавших Ольгинскую. Терцы не выдержали и начали отступать, в связи с чем расположенный в Ольгинской штаб десантного отряда был вынужден отходить под огнём противника. Когда и от генерала Шифнер-Маркевича было получено сообщении о начале его отступления, а связь с генералом Бабиевым прервалась, командующий десантом генерал Улагай приказал войскам отходить к станице Гривенская и в ночь на 10 (23) августа отправляет барону Врангелю телеграмму:

Ввиду обнаружения вновь прибывших свежих частей противника и подавляющей численности врага считаю положение серьёзным и прошу спешно выслать к поселку Ахтарскому суда, для обеспечения погрузки десанта.

Генерал Врангель, прекрасно понимая, что необходимое условие успеха операции — внезапность — в связи с промедлением уже утеряна и инициатива выпущена из рук, лично направляется в расположение войск генерала Улагая:

Утром 11-го августа я проехал в станицу Таманскую, где присутствовал на молебне и говорил со станичным сбором. Станица была почти пуста. Немногие оставшиеся казаки были совершенно запуганы, не веря в наш успех и ожидая ежечасно возвращения красных. Наши части были уже верстах в десяти к востоку от станицы. Противник отходил, не оказывая сопротивления.

Однако, в отличие от генерала Улагая, начальник 1-й кубанской дивизии генерал Бабиев в своей телеграмме Главнокомандующему оценивал обстановку иначе — как благоприятную и не видел никаких оснований для прекращения операции несмотря на то, что ему было известно о содержании телеграммы генерала Улагая. Генерал Бабиев сообщал также в своей телеграмме на имя непосредственно Главнокомандующего (связь с командиром десанта генералом Улагаем была прервана) о своём крупном успехе в районе станиц Брыньковской и Ольгинской, где его конница нанесла красным жестокий удар и захватила до 1 тыс. пленных со множеством пулемётов.
Пленные — в основном 18-летние парни — ставились в строй белых частей. Это спасало жизнь пленных, но существенно понижало боевые способности белогвардейских частей.
В течение дней 10 (23) и 11 (24) августа красные вели упорные, но безуспешные атаки позиций дивизии генерала Бабиева: Брыньковская и Ольгинская неоднократно переходили из рук в руки, тем не менее к вечеру 11 (24) августа 1-я кубанская дивизия белых удерживала свои позиции. И только получив посредством восстановившейся связи с генералом Улагаем сведения об отходе 2-й кубанской и сводной дивизий, генерал Бабиев 12 (25) августа перешёл в район станицы Степной.
11(24)—17(30) августа советские войска после упорных боёв заняли станицу Степная и группа генерала Улагая оказалась разрезанной на две части. Северная её часть — 1-я Кубанская дивизия генерала Бабиева — потеряла связь со штабом Улагая (Бабиеву пришлось обращаться непосредственно к Врангелю, который его сообщения самолётом переправлял в штаб к Улагаю) и оттеснялась к болотистым лиманам, где конница теряла свою эффективность. Несмотря на ожесточённые контратаки, вернуть Степную белым не удалось. Важную роль в этих боях со стороны красных сыграли морская дивизия и речной десант добровольцев под командованием Е. И. Ковтюха и комиссара Д. А. Фурманова (1500 штыков, 90 сабель, 2 орудия, 15 пулемётов), скрытно под прикрытием тумана прошедший линию фронта, спустившийся на 3 пароходах и 4 баржах по рекам Кубань и Протока и ударивший в тыл Улагая в станице Гривенская (Ново-Нижестеблиевская).
В ночь на 12(25) августа Врангель высаживает третий десант — на Тамани — 2 900 штыков и сабель при 6 орудиях и 25 пулемётах под командованием генерала П. Г. Харламова с целью взять переправы через Кубань у Темрюка и ожидать осаживающих к западу частей генерала Улагая. Однако эту задачу третий десант не выполнил: взяв Таманскую и выбив красных с Таманского полуострова, дальше перешейков, однако, продвинуться не сумел. Врангель лично прибыл в станицу Таманская, чтобы контролировать ход операции. За невыполнение приказа генерал Харламов был отдан под суд и заменён генералом Протазановым. Несмотря на это, десантный отряд был вскоре разгромлен силами 22-й стрелковой дивизии красных под командованием бывшего поручика Б. В. Майстраха.

Утром 12 (25) августа генерал барон Врангель получает вторую телеграмму от генерала Улагая:
Ввиду изменившейся обстановки необходимость присылки кораблей отпадает
Коммуникации белых были растянуты и находились под постоянной угрозой от противника.
В связи со сложившимся недопониманием между командующим десантом и его начальником штаба генералом Драценко, фактически устранённым Улагаем от ведения дел, 25-го августа по просьбе самого Драценко, прилетевший в станицу Гривенскую генерал Коновалов заменил последнего на посту начальника штаба десанта.
В течение 13(26) августа части генерала Улагая атаковали красных и продвинулись, взяв хутор Степной и район станиц Староджерелиевская и Новониколаевская, однако с утра 14(27) августа красные силами трёх пехотных и одной конной дивизий при поддержке многочисленной артиллерии перешли на всём фронте в наступление и вернули станицы.
В этой обстановке десанту генерала Черепова на Тамани, на войска которого навалилась вся 22-я красная дивизия, и обстреливаемому 20—30 красными орудиями, удалось продвинуться от берега лишь на 8—10 км. Несмотря на взятие 13 (26) августа генералом Череповым станиц Ахтанизовская и Вышестеблиевская, дальнейшее продвижение его частей оказалось затруднено и через 5 дней войска, понесшие тяжёлые потери (до половины личного состава), были эвакуированы. Планы Улагая соединиться с этим отрядом и организовать единый фронт не реализовались.
15 (28) августа части генерала Бабиева вновь перешли в наступление, но безрезультатно — красные обладали уже огромным численным превосходством. В этот же день войска генерала Улагая были атакованы с фронта: Тимашевская была атакована 2-й Донской дивизией красных и отдельной бригадой, несколько раз переходила из рук в руки, но осталась за красными. Советские войска усиливали свой напор и части Улагая начали отступать. Однако на какое-то время положение удалось нормализовать: в п. Ачуев была организована новая приморская база, сооружалась пристань, а штаб и тыл были переведены в ст. Гривенская.
В ходе начавшегося 21—22 августа контрнаступления красными были захвачены станицы Брюховецкая и Тимашевская.
Белогвардейский флот не остался возле места высадки и ушёл, оставив базу без охранения. Поэтому Красная Азовская военная флотилия (командир Е. С. Гернет) 21 августа заминировала выход из Приморско-Ахтарской и высадила Морскую экспедиционную дивизию П. И. Смирнова-Светловского, которая 24 августа заняла эту станицу, захватив созданные десантом склады снабжения.
Опасаясь быть отрезанными от пристаней Ачуева, фронт белых (по линии станиц: Чертолоза, Старо-Джирелеевская, Ново-Николаевская, Пискуново, Башты, Степной и Чурово) начал отходить к Ново-Нижестеблиевской, намереваясь уничтожить десант красных. Одновременно 9-я советская дивизия атаковала Новониколаевскую, где оборону держали части Казановича и Шифнер-Маркевича, и начала их преследование. Ново-Нижестеблиевская не раз переходила из рук в руки, но Ковтюх сумел удержаться до подхода основных сил, активно беспокоя отходившие части белых.
Под прикрытием арьергардных боёв десанты стали эвакуироваться. В последних числах августа проходила посадка на корабли северной группы Бабиева и добровольцев и гражданских из южной группы.
1 сентября красные прорвали оборону отряда Харламова на таманских перешейках, подтянув предварительно большое количество артиллерии. У белых из трёх имевшихся орудий два вышли к этому времени из строя, и, понеся большие потери, бредовцы и лишившийся командира Донской полк стали отходить. Страшно пострадали юнкера, прикрывавшие эвакуацию Таманского десанта. Миноносец «Жаркий» подбирал отставших защитников Таманского полуострова, прикрывая их своим огнём от кавалерии красных и курсировал потом ещё несколько дней вдоль побережья, подбирая укрывшихся в тростниках людей. К середине 2 сентября десант Харламова был эвакуирован.
К 7 сентября из Ачуева завершилась и эвакуация главных сил генерала Улагая, которая прошла в полном порядке: несмотря на сильный шторм, разрушивший пристань, было вывезено всё — и личный состав, и лошади, и артиллерия, и даже броневики. Прикрывали посадку алексеевцы. У них в строю оставалось 120 человек из 800.
10 сентября Орджоникидзе доложил В. И. Ленину, считавшему разгром улагаевского десанта делом «общегосударственной важности» (см. Полн. собр. соч., 5 изд., т. 51, с. 277), о полной ликвидации десантов белых.

## Итоги операции
Главной причиной провала операции по признанию самого Врангеля являлось то, что вопреки первоначальному плану стремительного наступления на Екатеринодар, не оглядываясь на тылы, — руководство десантом, Улагай и Драценко, в решающий момент остановило наступление для перегруппировки войск. Эта задержка позволила красным подтянуть резервы, создать численное преимущество и блокировать части Улагая.
Так же строевыми командирами (Науменко) указывалось, что от места высадки до повстанцев Фостикова было 160 верст, что делало их взаимодействие невозможным.
Единственным положительным результатом операции для белых было значительное пополнение Русской Армии генерала барона Врангеля людьми и лошадьми: несмотря на жестокие потери у пехоты и юнкеров, десант вернулся в удвоенном составе — к эвакуировавшимся обратно в Крым частям присоединилось около 10 тыс. кубанцев; привезли и 6 тыс. лошадей, что дало возможность существенно усилить конницу.
К примеру, только одна дивизия генерала Шифнер-Маркевича, вышедшая из Феодосии в составе 1200 человек и 250 лошадей и потерявшая за время боёв на Кубани убитыми и ранеными около 300 человек и 200 лошадей, с возвращением в Крым увеличилась до 1500 казаков и 600 лошадей.
Будущий Кубанский атаман генерал В. Г. Науменко, принимавший участие в операции как командир 2-го корпуса писал в своём дневнике:
Мы ушли с Кубани 24 августа в 6 часов вечера, забрав всё, что можно. Оставили несколько сот повозок и до 100 лошадей, для которых не было места на судах. Потеряли мы около 3000 человек (700 убитыми, остальные раненые). Пришли с Кубани в составе больше, чем ушли. Людей было 14 000, стало 17 000. Лошадей было 4 тысячи, стало около 7. Пушек было 28, стало 36... Утром был у Врангеля. Принял любезно, но с озабоченным видом. Главную причину неудачи на Кубани он приписывает неправильным действиям Улагая. Я с ним не согласился и указал на то, что главнейшей причиной считаю неудовлетворительную подготовку со стороны штаба главнокомандующего.
Оценивая десантную операцию генерала Улагая, генерал барон Врангель возлагал вину за её неблагополучный исход не только на командующего десантом, но в том числе и на самого себя:

Кубанская операция закончилась неудачей. Прижатые к морю на небольшом клочке русской земли, мы вынуждены были продолжать борьбу против врага, имевшего за собой необъятные пространства России. Наши силы таяли с каждым днём. Последние средства иссякали…
Невольно сотни раз задавал я себе вопрос, не я ли виновник происшедшего. Всё ли было предусмотрено, верен ли был расчёт…
Не приостановись генерал Улагай, двигайся он далее, не оглядываясь на базу, через два дня Екатеринодар бы пал и северная Кубань была бы очищена…
Но вместе с тем, в происшедшем была значительная часть и моей вины. Я знал генерала Улагая, знал и положительные и отрицательные свойства его. Назначив ему начальником штаба неизвестного мне генерала Драценко, я должен был сам вникнуть в подробности разработки и подготовки операции. Я поручил это генералу Шатилову, который сам будучи очень занят, уделил этому недостаточно времени. Я жестоко винил себя, не находя себе оправдания.

Генерал Улагай был уволен со службы, создание против РККА нового фронта на Кубани не было осуществлено.

## В художественной литературе
- Д. А. Фурманов. Красный десант.[18]

## Наименование Русская армия
Ко времени проведения десанта наименования Добровольческая армия, ВСЮР уже не использовались. По воспоминаниям самого Врангеля, «28-го апреля я отдал приказ о наименовании впредь армии „Русской“. Соответственно с этим, корпуса должны были именоваться армейские по номерам, казачьи по соответственному войску».
С другой стороны, в той же книге воспоминаний автор приводит документ, а именно свой же приказ № 3504 от 6(19) августа 1920 года (то есть, вышедший позже 28-го апреля, и уже после высадки десанта), в котором он устанавливает впредь именовать Вооружённые силы Юга России — Русской Армией.
Обосновывается это формулировкой «..в виду расширения занимаемой территории..», в чём явно просматривается следствие успехов десанта Улагая.
Например, историк В. Г. Бортневский в своих примечаниях к книге «Записки белого офицера» Эраста Гиацинтова подтверждает это: 

 Вооруженные Силы Юга России были образованы 26 декабря 1918 г. (8 января 1919 г.) на основе объединения Добровольческой армии и Донской армии под общим командованием генерала А. И. Деникина. ВСЮР просуществовали до мая 1920 г., а затем были преобразованы П. Н. Врангелем в Русскую армию.— 